# Transfer Pak

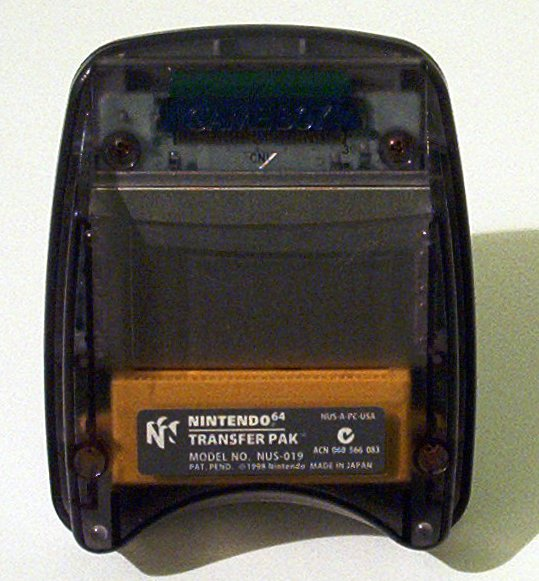
Standaard Transfer pak.

Het Transfer Pak is een uitbreiding voor de Nintendo 64, die het toelaat om Game Boy- of Game Boy Color-gegevens naar het Nintendo 64 systeem over te zetten.
Het Transfer Pak werd gelanceerd met het spel Pokémon Stadium, waarbij het mogelijk werd om je Pokémon uit Pokémon Red, Blue en Yellow naar de Nintendo 64 te sturen. Het was ook mogelijk om de Game Boy-spellen op de televisie te spelen in de GB tower.
Normaal is het niet mogelijk om Game Boy-spellen te spelen op de Nintendo 64 via het Transfer Pak, zoals bij de Super Game Boy het geval was. Hiervoor hadden mensen de Game Booster nodig.
| Nintendo 64 Game                                      | Game Boy / Game Boy Color Game                                        |
| ----------------------------------------------------- | --------------------------------------------------------------------- |
| Choro Q 64 2: Hachamecha Grand Prix Race (Japan)      | Choro Q Hyper Customizable GB                                         |
| Jikkyo Powerful Pro Yakyu 2000 (Japan)                | Powerful Pro Kun Pocket                                               |
| Mario Artist (64DD) (Japan)                           | Game Boy Camera                                                       |
| Mario Golf                                            | Mario Golf                                                            |
| Mario Tennis                                          | Mario Tennis                                                          |
| Mickey's Speedway USA                                 | Mickey’s Speedway USA                                                 |
| Nushi Tsuri 64: Shiokaze ni Notte (Japan)             | Kawa no Nushi Tsuri 4                                                 |
| PD Ultraman Battle Collection 64 (Japan)              | Any                                                                   |
| Perfect Dark                                          | Perfect Dark                                                          |
| Pokémon Stadium (Pocket Monsters Stadium 2 in Japan)  | Pokémon Red, Blue, and Yellow versions                                |
| Pokémon Stadium 2                                     | Pokémon Red, Blue, Yellow, Pokémon Gold, Silver, and Crystal versions |
| Puyo Puyo 'N Party (Japan)                            | Pocket Puyo Puyo SUN                                                  |
| Robot Ponkottsu 64: Nanatsu no Umi no Caramel (Japan) | Robopon Sun, Star, and Moon Versions                                  |
| Super B-Daman: Battle Phoenix 64 Japan                | Super B-Daman: Fighting Phoenix                                       |
| Super Robot Taisen 64 (Japan)                         | Super Robot Taisen Link Battler                                       |
| Transformers Beast Wars Metals 64 (Japan)             | Gekitou Beast Wars                                                    |

Expansion Pak · Rumble Pak · Controller Pak · Transfer Pak